# Grażyna Tomaszewska-Sobko
Grażyna Tomaszewska-Sobko (ur. 9 sierpnia 1966 w Gdańsku) – polska rzeźbiarka, kuratorka, animatorka i koordynatorka działań artystycznych.

## Życiorys
Ukończyła studia na Wydziale Rzeźby PWSSP w Gdańsku (obecnie ASP), dyplom obroniła w roku 1991 w pracowni prof. Mariusza Kulpy. Zajmuje się także malarstwem, rysunkiem. W 1992 roku założyła i do 2009 prowadziła Galerię Żak. Od 2009 roku pracuje jako kurator w Gdańskiej Galerii Miejskiej, gdzie w roku 2011 założyła Pracownię Artystyczną GGM, w której prowadzi warsztaty m.in. ceramiczne i graficzne. Jest pomysłodawczynią i kuratorką Gdańskiego Biennale Sztuki, którego pierwsza edycja odbyła się w 2010 roku. Autorka felietonów, wstępów do katalogów i tekstów o sztuce. Brała udział w wielu plenerach rzeźbiarskich i sympozjach. Swoje prace prezentowała na kilkudziesięciu wystawach w kraju i za granicą, m.in.: w Szwecji (2006), na Litwie (2003, 2005, 2006, 2007, 2008, 2013, 2016), w Kanadzie (2007) oraz na Międzynarodowym Festiwalu Narracje 2010. Kilkukrotnie otrzymała Stypendium Prezydenta Miasta Gdańska.
W 2007 roku współzałożyła Stowarzyszenie Inicjatyw Lokalnych w Gdyni, w którym pełniła funkcje przewodniczącej. Od 2019 roku jest skarbnikiem Zarządu Okręgu Gdańskiego ZPAP, od 2021 roku zasiada w Radzie Nadzorczej Fundacji Okręgu Gdańskiego ZPAP.

## Wystawy
Zbiorowe i indywidualne
- 1992 „Nadbałtyckie Sympozjum – TRUSO 92” – Centrum Sztuki Galeria EL, Elbląg
- 1992 Salon Jesienny Rzeźby Gdańskiej – Galeria Rzeźby ZAR, Gdańsk
- 1993 „Most” – Nadbałtyckie Centrum Kultury Gdańsk (indywidualna)
- 1995 „MY I ...95” – Centrum Sztuki Galeria EL, Elbląg
- 1996 Galeria Żak, Gdańsk
- 1996 Galeria 78, Gdynia
- 1999 Galeria 78, Gdynia (indywidualna)
- 1999 „Silva Rerum” – Galeria Portal, Gdańsk
- 2000 „6/6” – Galeria Rzeźby ZAR, Kraków
- 2000 Wystawa poświęcona pamięci prof. Kazimierza Ostrowskiego – Galeria 78, Gdynia
- 2001 „Bez Tytułu” – Galeria 78, Gdynia
- 2001 Gdyński Przegląd Artystyczny – Galeria 78, Gdynia
- 2001 „Sztuka Rzeźby” Państwowa Galeria Sztuki, Sopot
- 2002 „Archeologia mityczna” – Dom Sztuki, Gdańsk (indywidualna)
- 2003 „Symbol, znak, ornament” – Galeria Żak, Gdańsk
- 2003 „Czakram” – Wystawa poświęcona pamięci prof. Edwarda Sitka – Galeria Alternatywa, Gdańsk
- 2003 Gdyński Przegląd Artystyczny – Galeria 78, Gdynia
- 2003 „Lapidarium”- Centrum Edukacyjno-Wystawiennicze DAINAVA – Druskienniki, Litwa
- 2004 „Szyfry” – Galeria Rynek, Miejski Ośrodek Kultury, Olsztyn
- 2004 „Razem w Europie” – Galeria 78, Gdynia
- 2004 XIV Międzynarodowe Biennale Rzeźby, Poznań
- 2004 „Obsesja Papieru” – Galeria Żak, Gdańsk
- 2004 „Mój osobisty anioł” – GAK, Galeria DA, Gdańsk
- 2005 „Malarstwo i rzeźba” – Galeria GTPS, Gdańsk
- 2005 „Ciało” – Galeria Klubu Winda, Gdańsk
- 2005 „Koegzystencje” – Galeria Mała, WiMBP, Gdańsk
- 2005 „Hybrydy” – GAK, Galeria DA Gdańsk (indywidualna)
- 2005 Galeria ZPAP, Olsztyn
- 2005 „Hybrydy” – Składnica Sztuk, Olsztyn (indywidualna)
- 2005 „Aqua – Terra” – GAK Wyspa Skarbów, Gdańsk-Sobieszewo
- 2005 „Hibridai” – Galeria Sofa Druskienniki, Litwa (indywidualna)
- 2005 „Artyści Trójmiejscy” – BWA, Chorzów
- 2005 „Pro forma” – Galeria Rzeźby ZAR, Gdańsk
- 2005 „Blisko – Bliżej – Razem” Wystawa litewsko-polska, Dwór Artusa, Gdańsk
- 2005 „Logos-Eros” – Galeria Żak, Gdańsk (indywidualna)
- 2005 „Anioł Ekstremalny” – GAK, Galeria DA, Gdańsk
- 2006 „Mistrzowie Rzeźby” – Galeria Żak, Gdańsk
- 2006 „Personalia” – Lietuva, Druskienniki, Litwa
- 2006 „Rzeźba” – Lund, Szwecja
- 2006 „Kod kreskowy” litewsko-polska wystawa rysunku – Dwór Artusa, Gdańsk
- 2006 „Metageny” z Martą Branicką – Galeria El Elbląg (indywidualna)
- 2006 „Anioł – ewentualnie” – GAK, Galeria DA, Gdańsk
- 2007 „Love Art.” – Klub Winda Gdańsk
- 2007 Wystawa po plenerowa – Galeria Strug Zakopane
- 2007 „Aqua - Terra II” – GAK Wyspa Skarbów Gdańsk-Sobieszewo
- 2007 „Sztuka z Polski” – Chaleurs, Kanada
- 2007 „Transgresje” z Mają Siemińską – Ambasada Rzeczypospolitej Polskiej, Wilno, Litwa (indywidualna)
- 2007 „Pożegnanie jesieni” – Galeria Rzeźby ZAR, Gdańsk
- 2007 „Anioł niemożliwy” – GAK, Galeria DA, Gdańsk
- 2008 Wystawa po plenerowa – Mažoi Galerija, Druskienniki, Litwa
- 2008 „Bałtycki Chaleurs” – Kościół Św. Jana, Gdańsk
- 2009 art@gdańsk gallery, Gdańsk
- 2009 „50x50” – Nadbałtyckie Centrum Kultury, Gdańsk
- 2009 „Butoh” – Galeria Sofa, Druskienniki, Litwa (indywidualna)
- 2009 „Magiczny Gdańsk” – Nowy Ratusz, Gdańsk
- 2009 „Obiekty” – Gdańska Filharmonia Bałtycka, Gdańsk, z Martą Branicką (indywidualna)
- 2010 Magazyn Sztuki, Gdańsk
- 2010 „Na początku była …Kreska” – Nadbałtyckie Centrum Kultury, Gdańsk
- 2010 „W drodze…” – GAK Wyspa Skarbów, Gdańsk-Sobieszewo
- 2010 Międzynarodowy Festiwal „Narracje”, Gdańsk
- 2011 „W drodze…” wyd. II – art.@gdansk galery, Gdańsk
- 2011 „Zawsze żywa martwa natura” – Nadbałtyckie Centrum Kultury, Gdańsk
- 2011 „Anioł Apokalipsy” – GAK, Galeria DA, Gdańsk
- 2012 „W drodze...” wyd. III – Starogardzkie Centrum Kultury Galeria A, Starogard Gdański
- 2013 „Postawy” – Galeria Blik, Gdańsk
- 2013 „Eksploracje” – Gydykloje, Druskienniki, Litwa (indywidualna)
- 2013 „W drodze…” wyd. IV – Fabryka Sztuk, Tczew
- 2014 „W drodze…” wyd. V – GAK, Galera DA, Gdańsk
- 2014 „Oda do wody” – Nadbałtyckie Centrum Kultury, Gdańsk
- 2014 „W drodze…” wyd.VI – GAK, Wyspa Skarbów, Gdańsk
- 2015 „Wojownik” – Galeria Jednego Dzieła, Gazownia, Gdańsk
- 2015 „W-gallery” – Fabryka Sztuk, Tczew[6]
- 2016 „W-gallery-02” Galeria Warzywniak, Gdańsk[7]
- 2016 „Między niebem a ziemią” – Nadbałtyckie Centrum Kultury, Gdańsk
- 2016 „W-gallery-03” – Galeria Blik, Gdańsk[8]
- 2016 „Tranzyt” projekt W-gallery Galeria V.K. Jonynasa, Druskienniki, Litwa[9]
- 2016 „Tranzyt” projekt W-galery, KKC (Kulturos Komunikaciju Centras), Olita, Litwa[10]
- 2016 „W drodze…” – GAK, Wyspa Skarbów, Gdańsk
- 2017 „W drodze...” – 10 Krokowa, Zamek
- 2017 „Święto ceramiki” – WL4, Gdańsk
- 2017 „Drzewa... póki jeszcze stoją” – Nadbałtyckie Centrum Kultury, Gdańsk
- 2017 „W drodze...” XI – Galeria Detay Sanat, Ankara, Turcja
- 2018 „W-gallery” – Centrum Ekspozycyjne Stara Kotłownia, Olsztyn[11]
- 2018 „W-gallery” – GAK Dworek Artura, Gdańsk[12]
- 2018 „W-gallery” – Galeria Marszałkowska, Olsztyn
- 2019 „W-gallery” – Galeria Sztuki Wyższej Szkoły Policji w Szczytnie[13]
- 2019 „W drodze... Kontynenty...” – Wejherowskie Centrum Kultury, Wejherowo[14]
- 2020 „W-gallery” – Centrum Kultury w Ostródzie[15]

Plenery
- 1993 „Kapliczki” – Fundacja Pro Arte Sacra, Wesołowo
- 1994 „Rodowo”
- 1997 „Znaki trwania”, Nadbałtyckie Sympozjum TRUSO 97 – Galeria El, Elbląg
- 2007 „Karol Szymanowski” – ZPAP, Zakopane
- 2008 „M. K. Ciurlionio pleneras” – Druskienniki, Litwa

Koordynacja działań artystycznych
- 2006 „Gdańsk Druskiennikom” i „Obraz Gdański” – kierownictwo artystyczne i współtworzenie zbiorowych obrazów
- 2007 „Bramy i portale Gdańska” – kierownictwo artystyczne i współtworzenie zbiorowego obrazu

## Teksty
- Grażyna Tomaszewska-Sobko, ...i w Żaku, pięćdziesiątka pod znakiem ryb, „Litery” nr 1 czerwiec (1995)
- Grażyna Tomaszewska-Sobko, Archetypy... Zbigniewa Wąsiela, „ARTnewsletter” 1–4 (Sopot) (1996)
- Grażyna Tomaszewska-Sobko, Subtelność betonu, „Autograf” nr 5 (33), wrzesień–październik (1996)
- Grażyna Tomaszewska-Sobko, Niekonwencjonalna instalacja Zbigniewa Wąsiela, „Autograf” nr 2 (36), marzec-kwiecień (1997)
- Grażyna Tomaszewska-Sobko, Przestrzenie niezmienności, „Autograf” nr 2 (48), marzec–kwiecień (1999)
- Grażyna Tomaszewska-Sobko, Razem w Europie, „Gazeta Świętojańska” nr (1), maj (2004)
- Grażyna Tomaszewska-Sobko, Razem w Europie wstęp do katalogu maj (2004)
- Grażyna Tomaszewska-Sobko, Fit fabricando faber wstęp do katalogu „Mistrzowie rzeźby” (2005)
- Grażyna Tomaszewska-Sobko, Radykał i maruder, „Autograf” nr 1 (83), styczeń-luty (2005)

## Nagrody
- Nagroda Prezydenta Miasta Gdańska w Dziedzinie Kultury z okazji jubileuszu 50-lecia Klubu Żak (2007)[16]
- Nagroda Prezydenta Miasta Gdańska w Dziedzinie Kultury z okazji jubileuszu 25-lecia pracy twórczej (2016)[16]